# Кореб (сын Мигдона)
Кореб (др.-греч. Κόροιβος) — персонаж древнегреческой мифологии. Сын Мигдона. Жених Кассандры. Прибыл в Трою для брака с Кассандрой, но был убит Неоптолемом; либо (согласно поэме Лесхея и Квинту) Диомедом в ночь взятия Трои. Либо пытался спасти Кассандру и убит Пенелеем. Изображен на картине Полигнота в Дельфах.